# 越窑
越窑是唐朝、五代时浙江绍兴越州的瓷窑，窑址主要分佈于慈溪的上林湖一带。隋朝、唐朝时绍兴叫“越州”，因此得名为“越窑”。越窑烧制的青瓷器在唐代很出名。唐代陆羽在《茶经》中写道：“碗，越州为上。其瓷类玉、类冰。”北宋后期，由于制瓷工艺粗糙，越窑走向衰落；南宋中期，越窑停烧。

## 秘色瓷
晚唐、五代时最上品的越窑千峰翠色青瓷专门作为贡品,臣民不得用，因此称为“秘色”。五代时闽国王王审知曾派徐寅贡秘色瓷,徐寅作诗:《贡余秘色瓷器》：“捩翠融青瑞色新，陶成先得贡吾君；巧剜明月染春水，轻旋薄冰盛绿云；古镜破苔当席上，嫩荷涵露别江濆；中山竹叶醅初发，多病那堪中十分?” 
宋赵彦衡《云麓漫钞》说越窑秘色瓷艾色，又引唐诗人陆龟蒙《进越器诗》曰："九秋风露越窑开，夺得千峰翠色来；好向中霄盛沆瀣，共稽中散斗遗杯”。
1987年4月3日，法门寺真身宝塔的地宫被打开，出土大量珍贵文物，其中包括十三件秘色瓷器，现存法门寺博物馆。

## 青瓷
- 唐越窑青釉褐彩云纹五足炉
- 五代越窑莲花式托盏
- 东汉越窑五管瓶
- 西晋越窑谷仓
- 唐越窑灯盏
- 五代越窯秘色青瓷洗，國立故宮博物院藏。
- 北宋越窑刻花盏托
- 南宋越窑“甲申殿”款盘底片